# Lapinura divae
Lapinura divae är en snäckart som först beskrevs av Ev. Marcus och Er. Marcus 1963.  Lapinura divae ingår i släktet Lapinura och familjen Runcinidae. Inga underarter finns listade i Catalogue of Life.